# Turul Ardealului 2011
Turul Ardealului sau Trofeul Ardealul ediția 2011 a fost o cursă de ciclism-șosea de trei etape desfășurată în Județul Mureș. Aceasta a fost organizată de Direcția de Tineret și Sport Mureș și Clubul Sportiv Mureșul și a figurat în calendarul Federației Române de Ciclism și Triatlon. La cursă au luat parte 35 de cicliști, dintre care în funcție de categorie: 12 elite, 11 juniori, 6 cadeți, 2 master, 2 fete, 1 paraciclism, 1 amator. Cele 5 cluburi participante au fost: Intersport, Dinamo, Mureșul, Olimpia și Veloclub Piatra Neamț. Câștigător la finalul turului a fost românul campion mondial de paraciclism Carol Eduard Novak.

## Etape

### Etapa 1
Sâmbătă, 9 aprilie: Târgu Mureș – Miercurea Nirajului – Ernei – Eremitu, 70,4 km
Clasamentul etapei
|    | Ciclist                  | Categoria | Echipa          | Timpul   |
| -- | ------------------------ | --------- | --------------- | -------- |
| 1  | Eduard Novak (ROM)       | Elite     | C.S. Intersport | 01:49:23 |
| 2  | Marcel Ternovsek (SLO)   | Elite     | C.S. Intersport | +52s     |
| 3  | Alexander Braico (MDA)   | Elite     | C.S. Intersport | +52s     |
| 4  | Tamas Csicsaky (ROM)     | Elite     | C.S. Dinamo     | +52s     |
| 5  | Sergiu Cioban (MDA)      | Elite     | C.S. Intersport | +4m 5s   |
| 6  | Lucian Logigan (ROM)     | Elite     | C.S. Mureșul    | +4m 5s   |
| 7  | Nandor Lazăr (ROM)       | Elite     | C.S. Intersport | +6m 35s  |
| 8  | Szabolcs Sebestyen (ROM) | Elite     | C.S. Intersport | +6m 35s  |
| 9  | Cristian Losonczi (ROM)  | Juniori   | C.S. Mureșul    | +6m 35s  |
| 10 | Attila Madaras (ROM)     | Elite     | C.S. Mureșul    | +7m 31s  |

### Etapa 2
Duminică, 10 aprilie: Remetea – Sacadat – Remetea, contratimp individual, 16 km
Clasamentul etapei
|    | Ciclist                  | Categoria | Echipa          | Timpul  |
| -- | ------------------------ | --------- | --------------- | ------- |
| 1  | Sergiu Cioban (MDA)      | Elite     | C.S. Intersport | 18:51,7 |
| 2  | Eduard Novak (ROM)       | Elite     | C.S. Intersport | +40s    |
| 3  | Alexander Braico (MDA)   | Elite     | C.S. Intersport | +1m 31s |
| 4  | Georgi Georgiev (BUL)    | Elite     | C.S. Intersport | +1m 45s |
| 5  | Marcel Ternovsek (SLO)   | Elite     | C.S. Intersport | +2m 09s |
| 6  | Tamas Csicsaky (ROM)     | Elite     | C.S. Dinamo     | +2m 16s |
| 7  | Szabolcs Sebestyen (ROM) | Elite     | C.S. Intersport | +2m 29s |
| 8  | Adrian Anghel (ROM)      | Juniori   | C.S. Olimpia    | +2m 32s |
| 9  | Nandor Lazăr (ROM)       | Elite     | C.S. Intersport | +3m 01s |
| 10 | Arnold Lukacs (ROM)      | Juniori   | C.S. Intersport | +3m 04s |

### Etapa 3
Duminică, 10 aprilie: Remetea – Miercurea Nirajului – Târgu Mureș, 47 km
|    | Ciclist                 | Categoria | Echipa          | Timpul   |
| -- | ----------------------- | --------- | --------------- | -------- |
| 1  | Alexander Braico (MDA)  | Elite     | C.S. Intersport | 01:10:14 |
| 2  | Georgi Georgiev (BUL)   | Elite     | C.S. Intersport | a.t.     |
| 3  | Tamas Csicsaky (ROM)    | Elite     | C.S. Dinamo     | +39s     |
| 4  | Sergiu Cioban (MDA)     | Elite     | C.S. Intersport | +39s     |
| 5  | Nandor Lazăr (ROM)      | Elite     | C.S. Intersport | +39s     |
| 6  | Marcel Ternovsek (SLO)  | Elite     | C.S. Intersport | +39s     |
| 7  | Eduard Novak (ROM)      | Elite     | C.S. Intersport | +39s     |
| 8  | Cristian Losonczi (ROM) | Juniori   | C.S. Mureșul    | +39s     |
| 9  | Attila Madaras (ROM)    | Elite     | C.S. Mureșul    | +2m 04s  |
| 10 | Adrian Anghel (ROM)     | Juniori   | C.S. Olimpia    | +2m 04s  |

|    | Ciclist                  | Categoria | Echipa          | Timpul   |
| -- | ------------------------ | --------- | --------------- | -------- |
| 1  | Eduard Novak (ROM)       | Elite     | C.S. Intersport | 03:19:48 |
| 2  | Alexander Braico (MDA)   | Elite     | C.S. Intersport | +1m 43s  |
| 3  | Marcel Ternovsek (SLO)   | Elite     | C.S. Intersport | +2m 20s  |
| 4  | Tamas Csicsaky (ROM)     | Elite     | C.S. Dinamo     | +2m 27s  |
| 5  | Sergiu Cioban (MDA)      | Elite     | C.S. Intersport | +4m 15s  |
| 6  | Lucian Logigan (ROM)     | Elite     | C.S. Mureșul    | +7m 54s  |
| 7  | Szabolcs Sebestyen (ROM) | Elite     | C.S. Intersport | +8m 23s  |
| 8  | Nandor Lazăr (ROM)       | Elite     | C.S. Intersport | +8m 55s  |
| 9  | Cristian Losonczi (ROM)  | Juniori   | C.S. Mureșul    | +9m 27s  |
| 10 | Laszlo Madaras (ROM)     | Elite     | C.S. Intersport | +10 08s  |